# Nosferattus discus
Nosferattus discus – gatunek pająka z rodziny skakunowatych i podrodziny Salticinae.

## Taksonomia
Gatunek ten opisany został po raz pierwszy w 2005 roku przez Gustava R.S. Ruiza i Antônia D. Brescovita na łamach „Revista Brasileira de Zoologia”. Jako lokalizację typową wskazano Parque Nacional dos Lençóis Maranhenses w gminie Barreirinhas w brazylijskim stanie Maranhão. Epitet gatunkowy oznacza po łacinie „dysk” i nawiązuje do kształtu cymbium pająka.

## Morfologia
Samce osiągają od 3,55 do 4,15 mm długości ciała i od 1,75 do 1,95 mm długości karapaksu, a samice od 3,8 do 5 mm długości ciała i od 1,75 do 2,05 mm długości karapaksu. Karapaks jest wysoki, brązowy, u samca z czarną częścią głowową, dwoma jasnobrązowymi paskami podłużnymi od oczu pary tylno-bocznej do tylnej jego krawędzi i białymi włoskami po bokach, u samicy w całości porośnięty białymi i brązowymi włoskami. Ustawione równolegle szczękoczułki u samicy są żółte, u samca zaś żółte z brązowym marmurkowaniem. U samicy przednia krawędź bruzdy szczękoczułka ma pięć, a u samca cztery zęby. Na tylnej krawędzi bruzdy brak jest modyfikacji. Nogogłaszczki samca są brązowe z białymi włoskami na cymbium, samicy zaś żółte. Odnóża są żółte, u samca brązowo nakrapiane, u samicy brązowo obrączkowane. Opistosoma (odwłok) samca jest bladokremowa, na grzbiecie z ciemnobrązowym skutum, po bokach i od spodu z brązowym marmurkowaniem. Opistosoma samicy jest z wierzchu brązowa i porośnięta brązowymi włoskami, bo bokach brązowa z marmurkowaniem, od spodu bladokremowa. U samicy wszystkie kądziołki przędne są żółte, u samca tylko te przednie, podczas gdy tylne mają barwę brązową. 
Genitalia samicy cechują się parą bocznych gruczołów palcowatych umieszczonych przy początku przewodów kopulacyjnych. Nogogłaszczki samca mają zredukowane ostrogi na apofizie retrolateralnej goleni oraz krawędź tylno-boczną cymbium umieszczoną bliżej krawędzi tegulum niż u N. aegis.

## Rozprzestrzenienie
Gatunek neotropikalny, południowoamerykański, endemiczny dla stanu  Maranhão w Brazylii.